# 3216 Harrington
3216 Harrington је астероид главног астероидног појаса чија средња удаљеност од Сунца износи 2,395 астрономских јединица (АЈ).
Апсолутна магнитуда астероида је 14,0.